# Lotyšský fotbalový šampionát 1922
Druhý ročník Latvijas čempionāts futbolā (Lotyšského fotbalového šampionátu) se hrálo za účastí šesti klubů.
Šest klubů byli v jedné skupině a hrálo se systémem každý s každým. Titul získal klub z Rigy FK Ķeizarmežs a stal se tak prvním mistrem v soutěži.